# Лисенко Олег Ігорович
Оле́г І́горович Лисе́нко (18 червня 1989 — 1 грудня 2016) — молодший сержант Збройних сил України, учасник російсько-української війни.

## Життєпис
Народився 1989 року в селі Обухівка (колишнє Кіровське — сучасний Дніпровський район). Змалечку захоплювався футболом, грав у чемпіонаті ДЮФЛУ за молодіжну збірну клубу УФК «Дніпропетровськ».
В часі війни — молодший сержант, командир відділення 4-ї роти 2-го батальйону, 93-тя окрема механізована бригада; служив за контрактом.
1 грудня 2016 року в пообідню пору вбитий на ВОП поблизу міста Голубівка Луганської області зрадником — колишнім бійцем того ж підрозділу молодшим сержантом О. Поповим. Попов після вбивства перейшов зі зброєю на бік терористів, намагався викрасти БМП і зброю та виїхати на окуповану територію. Сили ЗСУ БМП відбили, перебіжчик утік, пішки перетнув лінію розмежування поблизу окупованої Голубівки.
5 грудня 2016-го похований в Обухівці.
Без Олега лишилися дружина та маленька донька.

## Нагороди та вшанування
- указом Президента України № 42/2018 від 26 лютого 2018 року «за особисту мужність і високий професіоналізм, виявлені у захисті державного суверенітету та територіальної цілісності України, вірність військовій присязі» — нагороджений орденом «За мужність» III ступеня (посмертно)[1]